# 吉日街道
吉日街道（藏語：སྐྱིད་རས་，威利转写：skyid ras），是中华人民共和国西藏自治区拉萨市城关区下辖的一个乡镇级行政单位。

## 行政区划
吉日街道下辖以下地区：
铁崩岗社区、八朗学社区、河坝林社区和吉日社区。